# Une enfance
Pour plus de détails, voir Fiche technique et Distribution.
Une enfance est un film dramatique français écrit et réalisé par Philippe Claudel et sorti en septembre 2015.

## Synopsis
Une petite ville industrielle de l'est de la France. C'est la fin de l'année scolaire. Jimmy, élève de CM2, a déjà redoublé deux fois. L'an prochain, ce sera la 6e, mais avant il y aura le long été et avec lui l'ennui et la solitude, avec son demi-frère Kevin, 8 ans. Deux enfants qui "poussent" comme ils peuvent, entre leur mère qui a récupéré leur garde après un séjour en prison, et leur beau-père de circonstance. 

## Fiche Technique
- Titre original : Une enfance
- Titre provisoire : (Une) enfance
- Tire international : Childhood
- Réalisation et scénario : Philippe Claudel
- Décors : Samuel Deshors
- Costumes : Laurence Esnault
- Photographie : Denis Lenoir
- Son : Pierre Lenoir
- Montage : Isabelle Devinck
- Production : Margaret Ménégoz
- Société de production : Les Films du losange ; France Cinéma Productions (coproduction)
- Société de distribution : Les Films du Losange
- Pays d'origine :  France
- Langue originale : français
- Format : couleur
- Genre : drame
- Durée : 100 minutes
- Date de sortie :  France : 23 septembre 2015

## Distribution
- Pierre Deladonchamps
- Angélica Sarre
- Patrick d'Assumçao
- Alexi Mathieu
- Jules Gauzelin

## Production
Le film fut tourné durant l'été 2014 en Lorraine, notamment dans les communes de Dombasle-sur-Meurthe (ville d'enfance et où réside toujours le réalisateur, également écrivain), Damelevières, Saint-Nicolas de Port et Nancy en Meurthe-et-Moselle.

### Choix des interprètes
Le film réunit pour la seconde fois Pierre Deladonchamps et Patrick d'Assumçao, les deux acteurs révélés dans L'Inconnu du lac en 2013.

### Sortie
Le film devait initialement sortir le 29 avril 2015 mais fut reporté au 23 septembre de la même année. Une bande annonce du film fut dévoilée le 28 avril 2015.

## Distinctions
- Festival international du film francophone de Namur 2015 : Bayard d’Or du meilleur scénario
- Festival international de Chicago 2015 : Hugo d'or du meilleur film, Hugo du meilleur acteur pour Alexi Mathieu et Jules Gauzelin[3]